# Manoka
Manoka est la plus grande île du Cameroun. Située à 35 minutes au large du petit port de pêche de Youpwé, près de Douala, dans la région du Littoral et le département du Wouri. Elle constitue la sixième commune d'arrondissement de la communauté urbaine de Douala (Douala VI) et a pour population autochtone les Malimbas.

## Histoire
À l'origine[Quand ?] l’île s’appelle Malendè. Après le décès de la sœur allemande Monika[Quand ?], en sa mémoire, les religieux allemands baptisent cette île en son nom. Après le départ des religieux allemands[Quand ?], les populations[Qui ?] changent ce nom de l’île en Manoka.

## Population
Lors du recensement de 2005, Manoka comptait 5 464 habitants, dont 517 pour Manoka Ville. Les populations autochtones de Manoka sont les Malimba.

### Organisation sociale
Les 46 campements de l’île de Manoka n'ont ni eau potable, ni électrification, ni école, ni centre de santé. 
Les cabanes jonchent les bordures de la mangrove littorale. Ces masures recouvertes de paille sont pour la plupart juchées sur les pilotis pour se prémunir des inondations en saison pluvieuse. 
La population est composée de Nigérians, majoritaires, et de Camerounais dont l’installation est récente. 
Jean-Paul Ngando est le chef local. Intronisé en 2000 à la faveur d’une volonté du Cameroun de reprendre le contrôle des îles camerounaises. 
Chaque groupuscule « familial » a à sa tête un sous-chef. Il y en a ainsi trois. Les Camerounais qui sont originaires de la côte littorale, les Nigérians qui sont composés de deux ethnies : les Edjo et les Ogoni, occupant chacun un flanc de ce campement. Trois églises (catholique, adventiste et évangélique) sont présentes.

## Économie

### Pêche et activités connexes
La pêche et le fumage du poisson sont les activités principales des Nigérians à Manoka. Ce sont en général les femmes qui s'occupent de fumer le poisson. 
Les Camerounais sont des revendeurs, souvent propriétaires des pirogues qu’ils sous-louent aux Nigérians contre la garantie de l’achat de toute la cargaison de la pêche.

## Infrastructures

### Accès à l'eau
La commune n'est pas desservie par un réseau de distribution d'eau. Pour se ravitailler en eau potable, les habitants se rendent à Youpwé avec des fûts en plastique. L'eau y coûte 10 francs CFA le litre, le transport de 250 litres coûte 1 000 francs CFA. L’eau de mer non traitée est utilisée pour le bain et la lessive.

### Énergie
La ville n'est pas reliée au réseau électrique. Pour leurs besoins en électricité, les habitants utilisent des groupes électrogènes. Pour s'éclairer, ils utilisent des lampes à pétrole[réf. à confirmer].

### Éducation
Peu d'écoles existent sur l'île. Celle qui a fonctionné en 2006 n’avait que la SIL, le CP, et CE1. Les trois classes étaient regroupées dans une même salle[réf. à confirmer]. En 2007, le bâtiment sert d’office religieux à l’église adventiste[réf. à confirmer]. 

### Santé
Les habitants n'ont pas accès aux services de santé[réf. à confirmer].

### Navigation
La navigation a été sécurisée au nord de l'île par le phare de l'île de Manoka, qui n'est plus en service mais reste un site historique et un lieu touristique